# 米德爾斯伯勒 (英國國會選區)
米德爾斯伯勒（英語：Middlesbrough），英國國會一自治市選區，包括英格蘭東北部克利夫蘭米德爾斯伯勒大部。始設於1868年，1918年被撤銷，1974年恢復。
選區始設時多數支持自由黨，恢復以來則一直支持工黨的候選人。在2010年大選中的斯圖爾特·貝爾以45.9%選票勝出該區六度連任。